# 临洮县
临洮县是中华人民共和国甘肃省定西市下属的一个县，毗邻首府兰州市。县城北距兰州市100千米。由于黄河主要支流洮河穿境而过，注入刘家峡水库而得名。多为黄土高山之地，主要有汉、回、藏等民族杂居。

## 历史沿革
古称狄道，古代为狄人所居，《史记·孝文帝本纪》、《后汉书·百官志五》说：“县有蛮夷曰道”。秦始皇统一六国，拓疆辟土，开始在民族地区设“道”进行统辖。所谓“道”，与“县”是有区别的。隋代以前临洮县是指今天的岷县，隋恭帝义宁二年（618年）改临洮郡置岷州，复溢乐县名并为州治。之后岷州成为今天岷县的稳定称谓延续下来。宋金时期，曾在狄道县设临洮府，狄道县也长期为陇西郡的治所。
民国18年（1929年）1月，狄道县改称临洮县。1950年，洮沙县撤销并入临洮县。

## 行政区划
临洮县下辖12个镇、6个乡：
洮阳镇、八里铺镇、新添镇、辛店镇、太石镇、中铺镇、峡口镇、龙门镇、窑店镇、玉井镇、衙下集镇、南屏镇、红旗乡、上营乡、康家集乡、站滩乡、漫洼乡和连儿湾乡。

## 特产景观
冬季奇景“洮河流珠”，获得中外游客的青睐。
近年来大力发展花木种植,其中以观赏花卉蝴蝶兰最为著名。
位于临洮东麗的岳麓山景区,是临洮县一直以来的景观代表。

## 历史人物
- 老子：仙逝之地；
- 貂蝉：四大美女之一；
- 董卓：汉末丞相；
- 李暠：十六國時期西涼武昭王，被唐朝皇室和詩仙李白稱為遠祖。

## 历史名迹
马家窑文化遗迹、辛店文化遗迹、寺洼文化遗迹、秦长城遗迹、东汉墓群、姜维点将台遗址、歌舒记功碑、椒山书院、洮阳书院

## 文化传统
- 县花：大丽花
- 民歌：花儿会
- 戏剧：秦腔、社火

## 特产
土豆、酥糖、软儿梨（当地人称为“软儿”或“软儿果子”）、百合、花卉

## 小吃

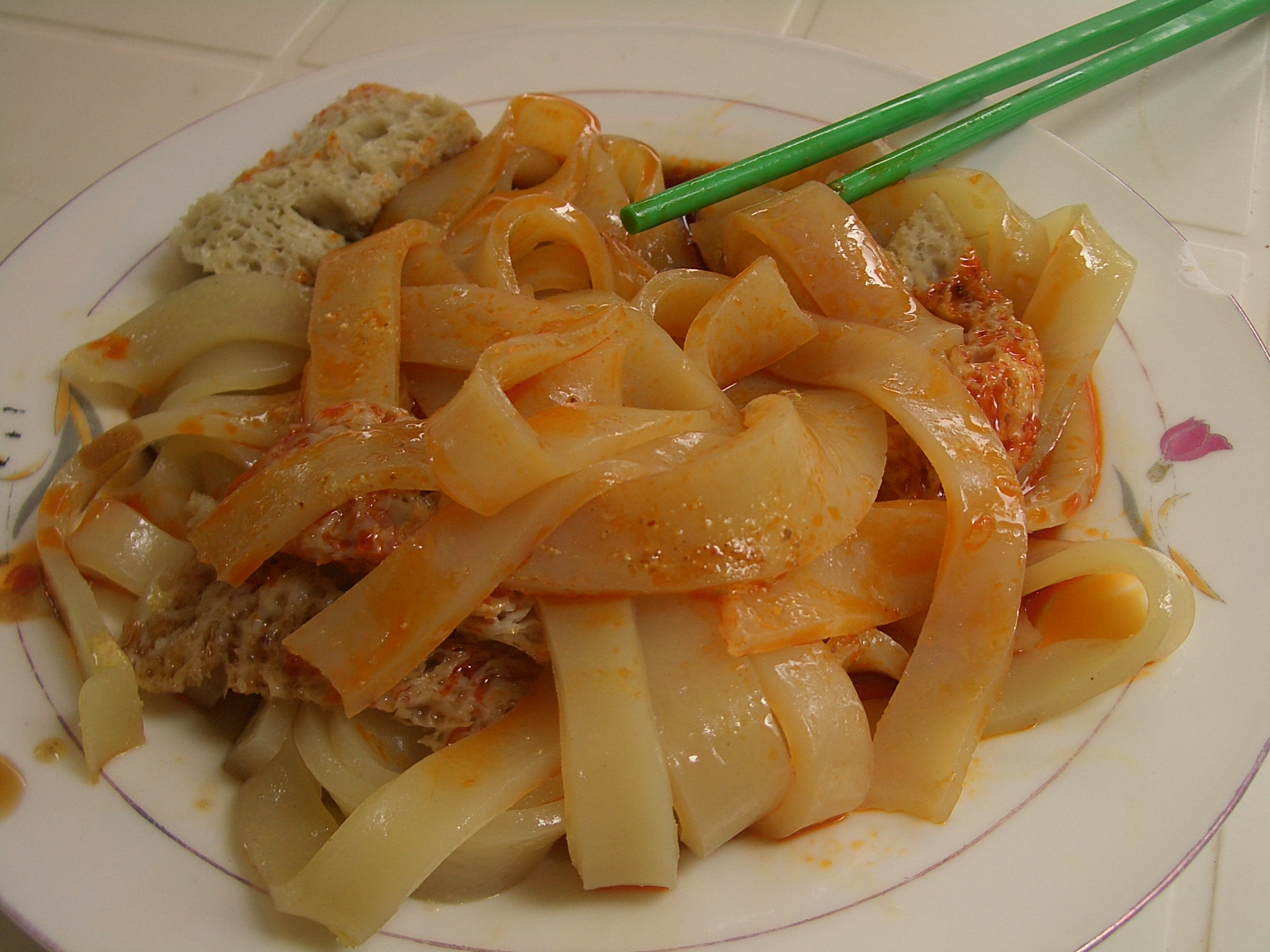
临洮酿皮

临洮酿皮、临洮热凉面、牛肉面、羊肉泡馍、浆水面、臊子面、石子馍、临洮炒面、烩面、打卤面、排骨面、洋芋搅团、羊肉面片、手抓羊肉、烤全羊、特色农家乐、

## 交通
- 兰临高速公路
- 316国道、 211国道、 212国道过境。